# Horodnie, Liuboml
Horodnie (în ucraineană Городнє, poloneză Gorodno) este un sat în comuna Kusnîșcea din raionul Liuboml, regiunea Volînia, Ucraina.

## Demografie
Componența lingvistică a localității Horodnie
     Ucraineană (99,58%)
     Alte limbi (0,42%)
Conform recensământului din 2001, majoritatea populației localității Horodnie era vorbitoare de ucraineană (99,58%), existând în minoritate și vorbitori de alte limbi.